# Hautot-Saint-Sulpice
Hautot-Saint-Sulpice és un municipi francès situat al departament del Sena Marítim i a la regió de Normandia. L'any 2007 tenia 575 habitants.

## Demografia

### Població
El 2007 la població de fet de Hautot-Saint-Sulpice era de 575 persones. Hi havia 216 famílies de les quals 44 eren unipersonals (4 homes vivint sols i 40 dones vivint soles), 64 parelles sense fills, 92 parelles amb fills i 16 famílies monoparentals amb fills.
La població ha evolucionat segons el següent gràfic:
Habitants censats

### Habitatges
El 2007 hi havia 245 habitatges, 215 eren l'habitatge principal de la família, 14 eren segones residències i 16 estaven desocupats. 240 eren cases i 2 eren apartaments. Dels 215 habitatges principals, 151 estaven ocupats pels seus propietaris, 63 estaven llogats i ocupats pels llogaters i 2 estaven cedits a títol gratuït; 2 tenien una cambra, 12 en tenien dues, 33 en tenien tres, 60 en tenien quatre i 109 en tenien cinc o més. 196 habitatges disposaven pel capbaix d'una plaça de pàrquing. A 80 habitatges hi havia un automòbil i a 113 n'hi havia dos o més.

### Piràmide de població
La piràmide de població per edats i sexe el 2009 era:
| Homes | Edats   | Dones |
| ----- | ------- | ----- |
| 0     | 95 o +  | 0     |
| 0     | 90 a 94 | 0     |
| 0     | 85 a 89 | 0     |
| 0     | 80 a 84 | 4     |
| 4     | 75 a 79 | 8     |
| 20    | 70 a 74 | 20    |
| 4     | 65 a 69 | 8     |
| 20    | 60 a 64 | 12    |
| 20    | 55 a 59 | 16    |
| 32    | 50 a 54 | 20    |
| 16    | 45 a 49 | 28    |
| 16    | 40 a 44 | 12    |
| 20    | 35 a 39 | 24    |
| 24    | 30 a 34 | 12    |
| 8     | 25 a 29 | 12    |
| 16    | 20 a 24 | 20    |
| 4     | 15 a 19 | 20    |
| 12    | 10 a 14 | 28    |
| 32    | 5 a 9   | 32    |
| 24    | 0 a 4   | 12    |

## Economia
El 2007 la població en edat de treballar era de 387 persones, 282 eren actives i 105 eren inactives. De les 282 persones actives 257 estaven ocupades (135 homes i 122 dones) i 25 estaven aturades (8 homes i 17 dones). De les 105 persones inactives 35 estaven jubilades, 36 estaven estudiant i 34 estaven classificades com a «altres inactius».

### Ingressos
El 2009 a Hautot-Saint-Sulpice hi havia 228 unitats fiscals que integraven 607 persones, la mediana anual d'ingressos fiscals per persona era de 17.590 €.

### Activitats econòmiques
Dels 18 establiments que hi havia el 2007, 4 eren d'empreses de construcció, 4 d'empreses de comerç i reparació d'automòbils, 1 d'una empresa de transport, 1 d'una empresa d'informació i comunicació i 8 d'empreses de serveis.
Dels 4 establiments de servei als particulars que hi havia el 2009, 2 eren paletes, 1 guixaire pintor i 1 electricista.
L'any 2000 a Hautot-Saint-Sulpice hi havia 14 explotacions agrícoles que ocupaven un total de 792 hectàrees.

## Equipaments sanitaris i escolars
El 2009 hi havia una escola elemental integrada dins d'un grup escolar amb les comunes properes formant una escola dispersa.

## Poblacions més properes
El següent diagrama mostra les poblacions més properes.